# Ponsas
Ponsas est une commune française située dans le département de la Drôme en région Auvergne-Rhône-Alpes.

## Géographie

### Localisation
Ponsas est situé au sud de Saint-Vallier dont il est limitrophe.

### Hydrographie
- À l'ouest, la commune est bordée par le Rhône.
- Le Riverolles est un ruisseau de la commune de Ponsas[1]

### Climat
Pour des articles plus généraux, voir Climat d'Auvergne-Rhône-Alpes et Climat de la Drôme.
En 2010, le climat de la commune est de type climat du Bassin du Sud-Ouest, selon une étude du Centre national de la recherche scientifique s'appuyant sur une série de données couvrant la période 1971-2000. En 2020, Météo-France publie une typologie des climats de la France métropolitaine dans laquelle la commune est dans une zone de transition entre le climat de montagne et le climat méditerranéen et est dans la région climatique  Moyenne vallée du Rhône, caractérisée par un bon ensoleillement en été (fraction d’insolation > 60 %), une forte amplitude thermique annuelle (4 à 20 °C), un air sec en toutes saisons, orageux en été, des vents forts (mistral), une pluviométrie élevée en automne (250 à 300 mm). 
Pour la période 1971-2000, la température annuelle moyenne est de 12,6 °C, avec une amplitude thermique annuelle de 18 °C. Le cumul annuel moyen de précipitations est de 886 mm, avec 7,6 jours de précipitations en janvier et 5,5 jours en juillet. Pour la période 1991-2020, la température moyenne annuelle observée sur la station météorologique de Météo-France la plus proche, « Saint-Barthélemy-V_sapc », sur la commune de Saint-Barthélemy-de-Vals à 3 km à vol d'oiseau, est de 12,7 °C et le cumul annuel moyen de précipitations est de 860,4 mm,. Pour l'avenir, les paramètres climatiques de la commune estimés pour 2050 selon différents scénarios d'émission de gaz à effet de serre sont consultables sur un site dédié publié par Météo-France en novembre 2022.

## Urbanisme

### Typologie
Au 1er janvier 2024, Ponsas est catégorisée commune rurale à habitat dispersé, selon la nouvelle grille communale de densité à 7 niveaux définie par l'Insee en 2022.
Elle appartient à l'unité urbaine de Saint-Vallier, une agglomération inter-départementale dont elle est une commune de la banlieue,. Par ailleurs la commune fait partie de l'aire d'attraction de Saint-Vallier, dont elle est une commune de la couronne,. Cette aire, qui regroupe 9 communes, est catégorisée dans les aires de moins de 50 000 habitants,.

### Occupation des sols
L'occupation des sols de la commune, telle qu'elle ressort de la base de données européenne d’occupation biophysique des sols Corine Land Cover (CLC), est marquée par l'importance des forêts et milieux semi-naturels (67,6 % en 2018), une proportion sensiblement équivalente à celle de 1990 (68 %). La répartition détaillée en 2018 est la suivante : 
forêts (67,6 %), zones urbanisées (15,4 %), eaux continentales (8,8 %), zones agricoles hétérogènes (8,2 %). L'évolution de l’occupation des sols de la commune et de ses infrastructures peut être observée sur les différentes représentations cartographiques du territoire : la carte de Cassini (XVIIIe siècle), la carte d'état-major (1820-1866) et les cartes ou photos aériennes de l'IGN pour la période actuelle (1950 à aujourd'hui).

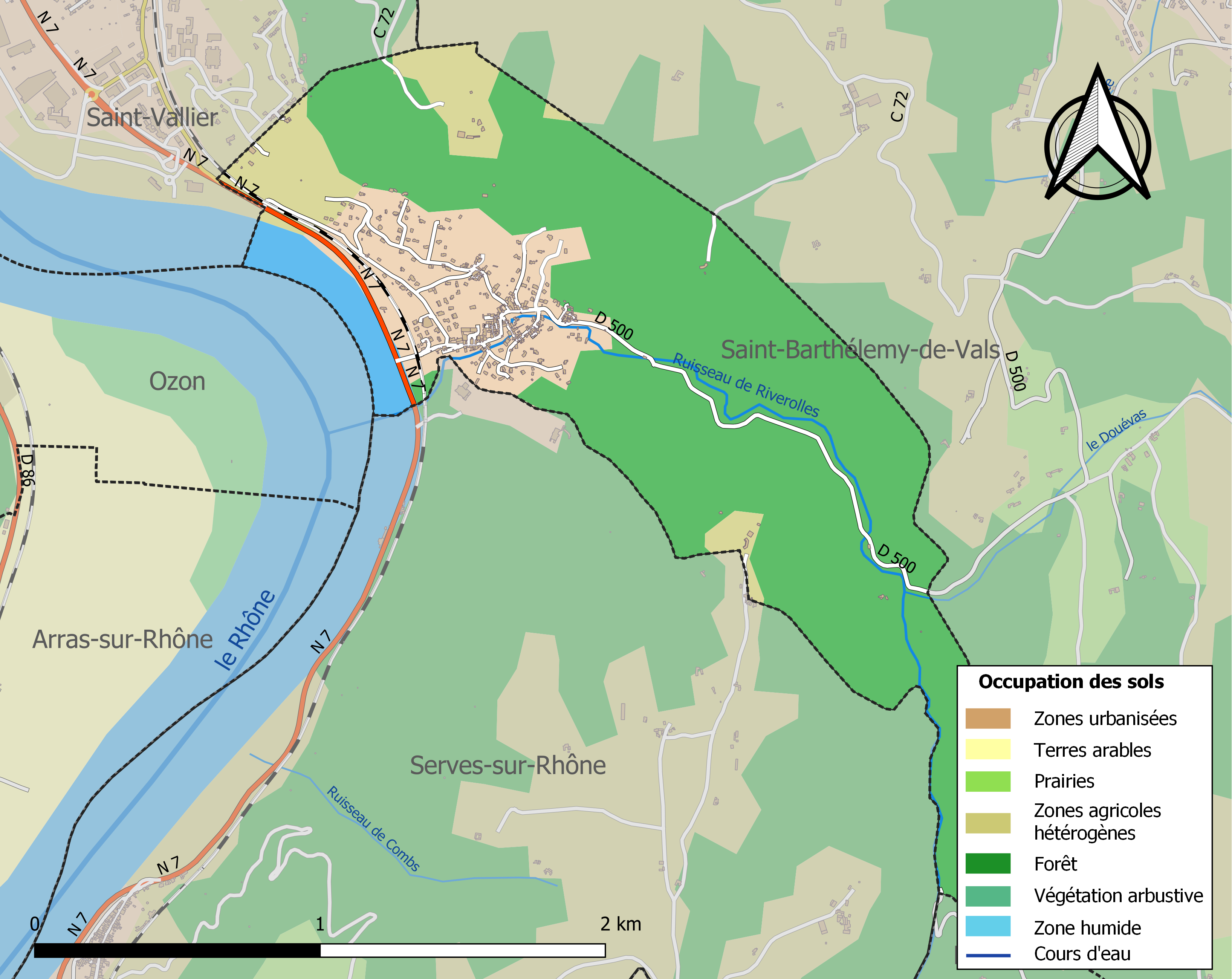
Carte des infrastructures et de l'occupation des sols de la commune en 2018 (CLC).

## Toponymie

### Attestations
Dictionnaire topographique du département de la Drôme :
- 1503 : locus de Ponsanis (archives de la Drôme, E 2454).
- 1891 : Ponsas commune du canton de Saint-Vallier.

### Étymologie
- Hypothèse 1 : sur la via Agrippa, au niveau du village, une borne milliaire indiquait Pons ad rivulum (Pons « pont »[15] et rivulus « petit ruisseau »[16], aujourd'hui le ruisseau « Riverolles »[réf. nécessaire].
- Hypothèse 2 : en 39, Ponce Pilate, gouverneur de Vienne en disgrâce, se serait arrêté dans une maison le long de la via Agrippa (certains pensent au site de l'actuel château de Fontager, limitrophe au sud mais situé sur la commune de Serves-sur-Rhône). Il s'y serait suicidé en sautant d'une tour dans le Rhône[réf. nécessaire].

## Histoire

### Antiquité: les Gallo-romains
- Le village est bâti sur une ancienne villa romaine[17].
- Présence d'un pont romain sur le ruisseau Riverolles et d'une borne milliaire indiquant Pons ad rivulum (cf. § Étymologie)[réf. nécessaire].
- Sépultures et mobilier paléo-chrétien (au château de Fontager)[17] (limitrophe de la commune mais situé sur celle de Serves-sur-Rhône[18]).

### Du Moyen Âge à la Révolution
La seigneurie : au point de vue féodal, Ponsas faisait partie du mandement et comté de Vals (voir commune de Saint-Uze).
Avant 1790, Ponsas était une communauté de l'élection et subdélégation de Romans et du bailliage de Saint-Marcellin, faisant partie de la paroisse de Saint-Vallier.

### De la Révolution à nos jours
En 1790, Ponsas forme, conjointement avec Érôme, une municipalité du canton de Tain. La réorganisation de l'an VIII (1799-1800) en fait une commune du canton de Saint-Vallier.

## Politique et administration

### Administration municipale
À la suite des élections municipales françaises de 2020, le conseil municipal est composé de quatre adjoints et de dix conseillers municipaux.

### Liste des maires
| Période                                  | Période                        | Identité                                  | Étiquette | Qualité        |
| ---------------------------------------- | ------------------------------ | ----------------------------------------- | --------- | -------------- |
| Les données manquantes sont à compléter. |                                |                                           |           |                |
| 1871                                     |                                | ?                                         |           |                |
| 1874                                     |                                | ?                                         |           |                |
| 1878                                     |                                | ?                                         |           |                |
| 1884                                     |                                | ?                                         |           |                |
| 1888                                     |                                | ?                                         |           |                |
| 1892                                     |                                | ?                                         |           |                |
| 1896                                     |                                | ?                                         |           |                |
| 1900                                     |                                | ?                                         |           |                |
| 1904                                     |                                | ?                                         |           |                |
| 1908                                     |                                | ?                                         |           |                |
| 1912                                     |                                | ?                                         |           |                |
| 1919                                     |                                | ?                                         |           |                |
| 1925                                     |                                | ?                                         |           |                |
| 1929                                     |                                | ?                                         |           |                |
| 1935                                     |                                | ?                                         |           |                |
| 1945                                     |                                | ?                                         |           |                |
| 1947                                     |                                | ?                                         |           |                |
| 1953                                     |                                | ?                                         |           |                |
| 1959                                     |                                | ?                                         |           |                |
| 1965                                     |                                | ?                                         |           |                |
| 1971                                     |                                | ?                                         |           |                |
| 1977                                     |                                | ?                                         |           |                |
| 1983                                     |                                | ?                                         |           |                |
| 1989                                     |                                | ?                                         |           |                |
| 1995                                     |                                | ?                                         |           |                |
| 2001                                     | 2008                           | Michel Fabre                              | UMP       |                |
| 2008                                     | 2014                           | Michel Fabre                              |           | maire sortant  |
| 2014                                     | 2020                           | Marie-Christine Prot                      |           | commerçante    |
| 2020                                     | En cours (au 13 décembre 2020) | Marie-Christine Prot[source insuffisante] |           | maire sortante |

## Population et société

### Démographie
L'évolution du nombre d'habitants est connue à travers les recensements de la population effectués dans la commune depuis 1793. Pour les communes de moins de 10 000 habitants, une enquête de recensement portant sur toute la population est réalisée tous les cinq ans, les populations de référence des années intermédiaires étant quant à elles estimées par interpolation ou extrapolation. Pour la commune, le premier recensement exhaustif entrant dans le cadre du nouveau dispositif a été réalisé en 2006.

En 2022, la commune comptait 527 habitants, en évolution de +1,15 % par rapport à 2016 (Drôme : +2,64 %, France hors Mayotte : +2,11 %).
| 1793 | 1800 | 1806 | 1821 | 1831 | 1836 | 1841 | 1846 | 1851 |
| ---- | ---- | ---- | ---- | ---- | ---- | ---- | ---- | ---- |
| 350  | 313  | 322  | 249  | 381  | 421  | 430  | 425  | 463  |

| 1856 | 1861 | 1866 | 1872 | 1876 | 1881 | 1886 | 1891 | 1896 |
| ---- | ---- | ---- | ---- | ---- | ---- | ---- | ---- | ---- |
| 457  | 470  | 559  | 565  | 537  | 568  | 461  | 436  | 445  |

| 1901 | 1906 | 1911 | 1921 | 1926 | 1931 | 1936 | 1946 | 1954 |
| ---- | ---- | ---- | ---- | ---- | ---- | ---- | ---- | ---- |
| 429  | 442  | 392  | 322  | 309  | 300  | 281  | 235  | 311  |

| 1962 | 1968 | 1975 | 1982 | 1990 | 1999 | 2006 | 2011 | 2016 |
| ---- | ---- | ---- | ---- | ---- | ---- | ---- | ---- | ---- |
| 350  | 363  | 331  | 326  | 430  | 455  | 422  | 499  | 521  |

| 2021 | 2022 | - | - | - | - | - | - | - |
| ---- | ---- | - | - | - | - | - | - | - |
| 528  | 527  | - | - | - | - | - | - | - |

### Enseignement
La commune relève de l'académie de Grenoble.

### Manifestations culturelles et festivités
- Fête : le dernier dimanche de juillet[17].

### Loisirs
- Randonnée[17].
- Chasse[17].

### Sports
- Équitation[17].

## Économie

### Agriculture
En 1992 : maïs, fruits, vignes.

## Culture locale et patrimoine

### Lieux et monuments
- Ruines de château[17].
- Château de Pilate[17].
- Église Saint-Pierre de Ponsas du XIXe siècle[17].
  - Avant 1835, les paroissiens devaient se rendre à Saint-Vallier pour l'office. En 1835, Marie Sénéclauze fait don d'une grange à la commune et d'une somme afin de l'aménager en église (Saint-Pierre). D'autres dons arrivèrent. Deux cloches sont installées en 1843 ; l'horloge reçoit son mécanisme en 1890 ; une rampe d'accès et le chauffage sont installés en 1964. La toiture a été réparée sept fois[réf. nécessaire].
- La Vierge du Vœu élevée en remerciement d'avoir été épargné lors des bombardements de la Seconde Guerre mondiale. Elle fut inaugurée le 5 septembre 1954 en présence de l’évêque de Valence[réf. nécessaire].

Le château de Fontager est situé, par certains, sur la commune de Ponsas. En fait, son domaine est limitrophe au sud de la commune mais le château est sur la commune de Serves-sur-Rhône.

### Patrimoine culturel
- Artisanat d'art : atelier de céramique[17].

### Héraldique, logotype et devise
|  | Ponsas possède des armoiries dont l'origine et le blasonnement exact ne sont pas disponibles. |